# Опалева, Наталия Владимировна
Наталия Владимировна Опалева (род. 27 мая 1969, Москва) — российская предпринимательница, меценат, коллекционер.
Основательница и генеральный директор частного Музея AZ в Москве, посвященного творчеству Анатолия Зверева.

## Биография
Родилась в Москве в Сокольниках. Выросла в семье дипломата. Дядя Николай Павлов — художник-плакатист.
Выпускница экономфака МГУ (1991) по специальности «политическая экономия». Кандидат экономических наук (1994). С 1996 года начала работать в Ланта-банке, в 1997 году возглавила отдел проектного финансирования, созданный в Ланта-банке. Вице-президент Ланта-банка. Член совета директоров ПАО «Высочайший» (GV Gold) (2001).

### Сфера искусства
Первую картину Зверева купила в 2003 году на ярмарке «Арт-Москва» — это был женский портрет 1957 года, изображавший девушку по имени Полина Лобачевская. К 2018 году коллекция Опалевой включала около 2500 произведений.

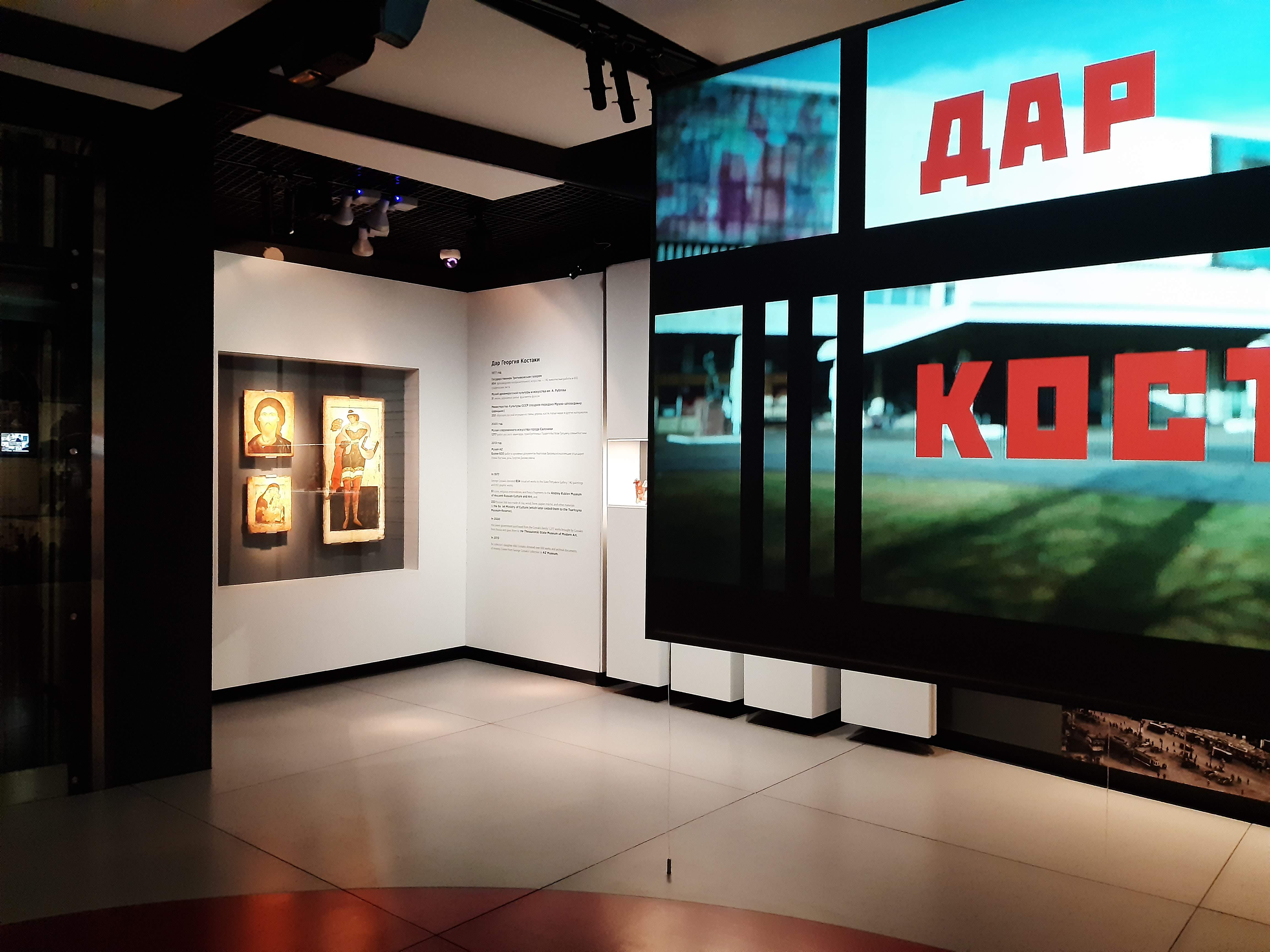
Выставка «Дар Костаки» в стенах Музея AZ (2020 год)

Помимо произведений Зверева в собрании представлена живопись, графика и скульптура Дмитрия Плавинского, Дмитрия Краснопевцева, Владимира Немухина, Владимира Яковлева, Николая Вечтомова, Владимира Янкилевского, Василия Ситникова, Вадима Сидура, Эрнста Неизвестного и многих других художников.
В 2013 юридически учредила, а в мае 2015 года физически открыла в Москве на 2-й Тверской-Ямской улице Музей AZ (первый вариант названия кириллицей — Музей АЗ), посвященный художнику-нонконформисту Анатолию Звереву. А в качестве его куратора и арт-директора она пригласила Полину Лобачевскую — к тому моменту известную галеристку, которая до этого вместе с ней готовила выставки Зверева, предварявшие создание музея, в частности «Зверев в огне» (2012, Новый Манеж). Тогда на выставке были представлены работы Зверева из коллекции Георгия Костаки — они чудом уцелели в пожаре, который произошел в 1976 году на даче Костаки в подмосковной Баковке. В 2014 году открытию музея предшествовала вторая выставка в Новом Манеже «Анатолий Зверев. На пороге нового музея», которую посетило более 30 тыс. человек, что утвердило Опалеву в необходимости открытия музея.
В основу коллекции музея легли произведения, показанные на выставке «Зверев в огне» и другие работы из собрания Костаки (более 600 работ были увезены им в Грецию, но после знакомства с Опалевой его дочь Алики подарила их музею AZ и таким образом они вернулись в Россию), а также работы из собраний Александра Румнева и семьи Габричевских. По словам Опалевой, при создании музея за образец был взят мономузей европейского формата, музей одного художника — тип музеев, отсутствовавший в России.

На вопрос, какие работы Зверева являются её любимыми, Опалева отвечает:
«Очень трудно выделить какой-то набор картин. Я считаю сильнейшей частью коллекции автопортреты Зверева. Мне очень нравится его автопортрет в ушанке — это безусловный шедевр. Среди зверевских портретов Асеевой я очень горда приобретением её образа с яркими золотыми волосами — он уже стал эмблемой музея. Не устаю удивляться зверевской графике — здесь одно открытие за другим…»
В ноябре 2017 года при поддержке Опалевой был построен и открыт выставочный зал в РГАЛИ.
В 2019 году получила премию The Art Newspaper Russia в номинации «Личный вклад» с формулировкой «За синтетическое и изобретательное представление искусства шестидесятников в России и мире», в частности, за своего рода реабилитацию Анатолия Зверева. Как сформулировали члены жюри, до начала деятельности Опалевой, никто не спешил «заниматься этим во всех смыслах бездомным художником, чье наследие было трудно собрать и оценить. Однако нашлись люди, которые готовы были исправить несправедливость этой судьбы. В 2012 году сенсацией стала выставка „Зверев в огне“ в Новом Манеже в Москве. Целая серия обгоревших в пожаре на даче легендарного коллекционера Георгия Костаки рисунков Зверева, смело экспонированная, подчеркнула драматизм его истории и заново пробудила интерес к его творчеству. Тогда арт-общественность и узнала имя коллекционера Наталии Опалевой, решившейся, в альянсе с куратором Полиной Лобачевской, на рискованное дело — открыть музей Зверева». Высоко оценен создан ей музей: «Когда в 2015 году Музей AZ, названный инициалами художника, открылся в центре Москвы, в районе „Маяковской“, даже скептики ахнули».

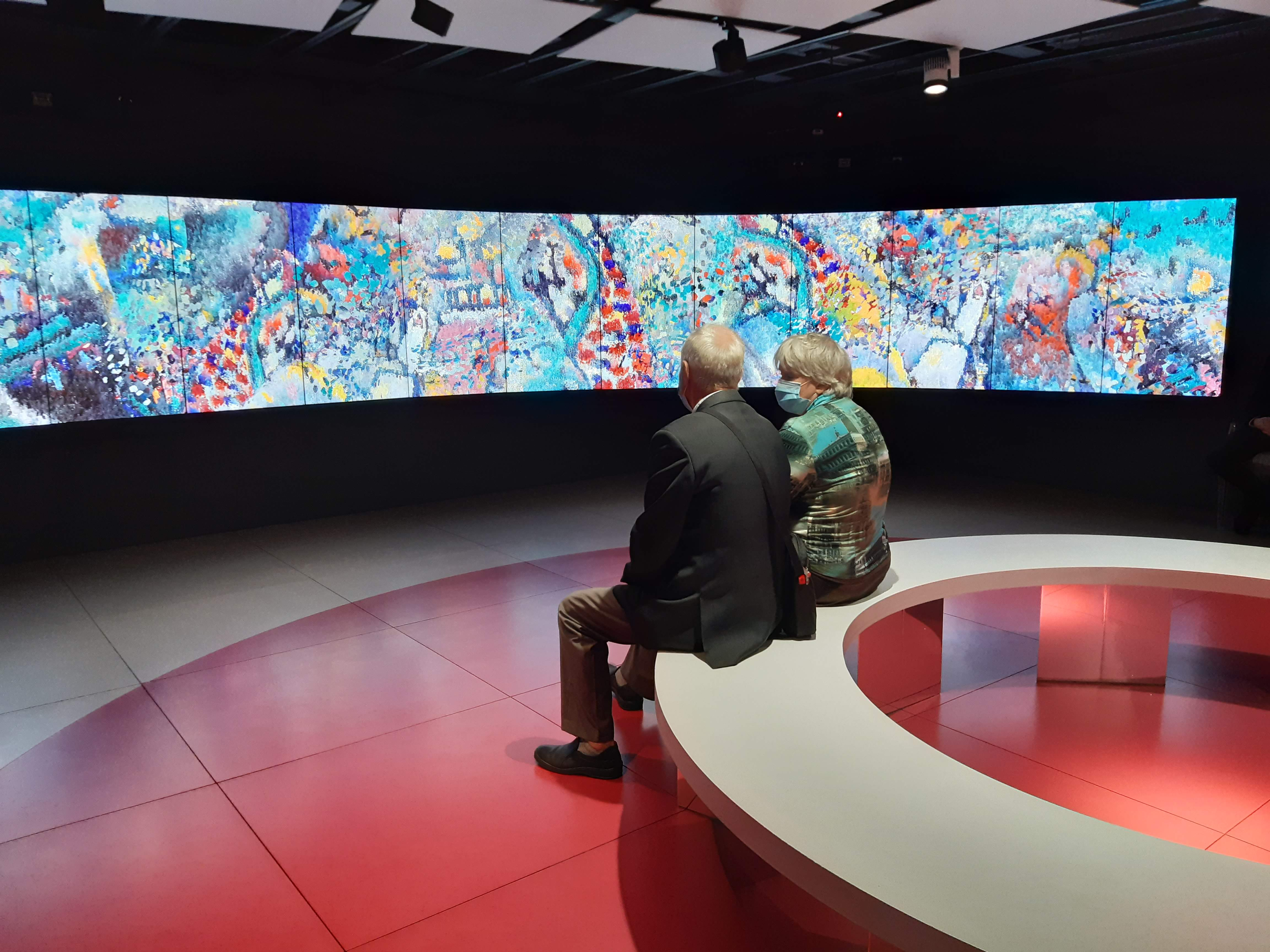
Интерактивная экспозиция на верхнем этаже музея.

При этом отмечается, что музей «сразу заявил о своих амбициях, а они не ограничиваются созданием некоего мемориала лишь одного, пусть и легендарного художника, но предполагают „культурологическую игру“». В 2018 году музей Опалевой осуществил свой первый зарубежный проект: выставка «Новый полет на Солярис» была показана сначала в Фонде Франко Дзеффирелли во Флоренции, а потом в королевском дворце в городе Монца. Это был один из самых полных показов коллекции Опалевой, другим стал проект «Свободный полет», который в 2019 году открыл Западное крыло Новой Третьяковки.
В декабре 2019 года основанный ею музей стал первым российским частным музеем, номинированным на звание «Европейский музей года». В 2021 году критик подытоживает: «За шесть лет своего существования музей, который был создан как музей одного художника — Анатолия Зверева, расширил границы и горизонты и превратился в музей нонконформизма, представляющий наследие художников второй половины 20 века в России и Европе от „A до Z“, от первой до последней буквы».
В 2020 году Опалева выступила меценатом фестиваля «Архстояние» (проект Игоря Шелковского).
В 2022 году Опалева открыла второе пространство музея AZ — выставочное, на ул. Маросейка.
С 2022 года входит в Попечительский совет Третьяковской галереи, с 2018 года — Экономического факультета МГУ.
3 марта 2023 года Государственный Русский музей представит выставочный проект «Параллельные вселенные. От абстракции к артефакту» — произведения 36 художников второй половины XX века из собрания Наталии Опалевой. Александр Боровский, заведующий отделом новейших течений Русского музея, по этому поводу характеризовал её коллекцию в пресс-релизе к выставке: «Думаю, Наталия Опалева сразу определила для себя правило: собирать только близких художников. Просто для неё, несомненно, важно было проявление персоналистского эмоционального начала. В результате возникала авторская репрезентация художественного процесса, ценная не всеохватностью, а какими-то новыми сцепками, конфигурациями, контрапунктами. И в этом плане значимость работ художника для коллекции определяется не его местом в сложившейся общепринятой иерархии, а способностью его творчества генерировать связи: мироощущенческие, стилистические, даже — тематические». Искусствовед Михаил Каменский, в свою очередь, характеризует её собрание так: «На сегодняшний день состав собрания дает полноценное представление не только об эпохе нонконформизма, но и очевидным образом выходит за хронологические рамки 1960—1980-х годов, перетекая в наши дни. Это, на мой взгляд, является важнейшим творческим результатом и реализацией амбиций Наталии Опалевой, живущей по собирательским заветам Георгия Костаки».

## Награды и премии
- «КоммерсантЪ. Инициативы» (2018)
- Премия The Art Newspaper Russia в номинации «Личный вклад» (2019).